# 懷恩丹奇 (紐約州)
懷恩丹奇（英語：Wyandanch）是位於美國紐約州薩福克縣的普查規定居民點。

## 人口
根據2020年美國人口普查的數據，懷恩丹奇的面積為5.63平方千米，當中陸地面積為5.62平方千米，而水域面積為0.01平方千米。當地共有人口12990人，而人口密度為每平方千米2,307.28人。